# سكر بني

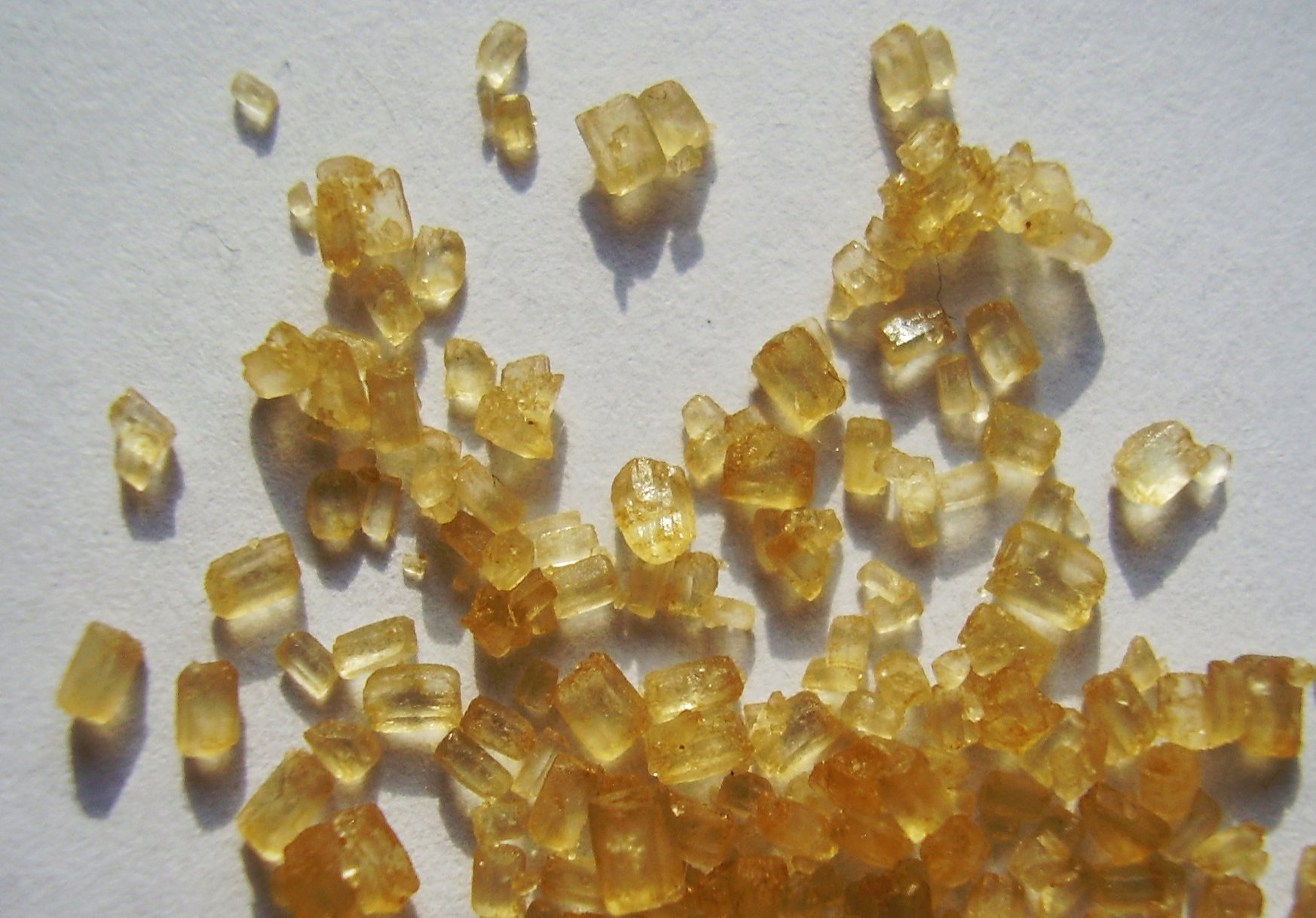
بلورات السكر البني.

السكر البني هو منتج سكر السكروز مع لون بني مميز نظرا لوجود دبس السكر. هو إما سكر ناعم غير مكرر أو مكرر جزئياً الذي يتكون من بلورات السكر مع بعض محتوى دبس السكر المتبقى أو الذي ينتج بإضافة دبس السكر إلى السكر الأبيض المُكرر.
السكر البني يحتوى من 3.5 ٪ دبس سكر (سكر بني فاتح) إلى 6.5 ٪ دبس سكر (سكر بني داكن). المنتج هو بطبيعته رطب من الطبيعة الاسترطابية لدبس السكر وهو غالباً ما يوصف بأنه «ناعم». المنتج يمكن أن يخضع لتجهيز ليعطي المنتج الذي يتدفق أفضل لأجل المعالجة الصناعية. إضافة الأصباغ و/ أو غيرها من المواد الكيميائية قد يكون مسموح به في بعض المناطق أو للمنتجات الصناعية.
حجم الجسيم متغير ولكن بصفة عامة أقل من حبيبات السكر الأبيض. يمكن لمنتجات الاستخدام الصناعي (مثل الإنتاج الصناعي للكعك) أن تعتمد على السكر الناعم الذي يحتوى على بلورات حوالي 0.35 مم.

## التصنيع
العديد من منتجي السكر البني ينتجون السكر البني بإضافة دبس سكر القصب إلى بلورات سكر أبيض مكرر تماماً من أجل مزيد من السيطرة بعناية على نسبة دبس السكر إلى بلورات السكر ولخفض تكاليف التصنيع. هذا يسمح أيضا لإنتاج السكر البني أن يستند في معظمه على سكر البنجر. السكر البني الذي أُعد بهذه الطريقة هو غالباً أكثر خشونه من نظيره غير المكرر ودبس السكر الخاص به قد يكون من السهل فصله عن البلورات عن طريق غسل بسيط للكشف عن بلورات السكر الأبيض الكامنه؛ مع البني الغير مكرر هناك إدراج لدبس السكر داخل البلورة التي سوف يظهر قبالة الأبيض عند غسله. ويتم ذلك أساساً لمراقبة المخزون والراحة.
دبس السكر الذي يستخدم عادة هو الذي يتم الحصول عليه من قصب السكر وذلك لأن النكهة هو المفضل عموما أكثر من دبس سكر البنجر. على الرغم من أن في بعض المناطق، وخاصة في هولندا، يستخدم دبس بنجر السكر. السكر الأبيض المستخدم يمكن أن يكون إما من بنجر أو قصب لأن اختلافات الرائحة واللون تكون مغطاه بدبس السكر.
السكر البنى يمكن أن يتم عمله في المنزل عن طريق خلط حبيبات السكر الأبيض مع دبس السكر، وذلك باستخدام ملعقة واحده كبيرة من دبس السكر لكل كوب من السكر الأبيض (واحد - سادس عشر أو 6.25% من الحجم الإجمالي). المزج الجيد سوف يسفر عن سكر بني داكن؛ لأجل عمل سكر بني فاتح، بين واحد ومعلقتين من دبس السكر لكل كوب ينبغي أن تستخدم بدلا من ذلك. إنه هو، مع ذلك، أبسط أن يكون بديل دبس السكر لجزء متساو من السكر الأبيض عند الطبخ، ودون خلط كل منها على حدة.

## القيمة الغذائية
السكر البني يحتوي على قيمة أقل قليلاً من السعرات الحرارية من حيث الوزن عن السكر الأبيض بسبب وجود الماء. مائة جرام من السكر البني يحتوي على 373 سعرة حرارية، في مقابل 396 سعرة حرارية في السكر الأبيض. ومع ذلك، حِزم السكر البني أكثر كثافة من السكر الأبيض نظراً لصغر حجم البلورة وربما يملك المزيد من السعرات الحرارية عند قياسه من حيث الحجم. ملعقة من السكر البني بها 48 سعرات حرارية ضد 45 سعرات حرارية للسكر الأبيض.
جون يودكين، في دراسته (استشهد ب «نقى وأبيض وقاتل»—عنوان المملكة المتحدة) أن الفئران تغذت على السكر البني، كتعارض للسكر الأبيض، عان الجميع هذه العلل نفسها من هذا الاستهلاك كما فعلت مجموعة المراقبة تغذت على السكر الأبيض، في حين ذريتهم لم تحمل نفس هذه الشذوذ المتعلقة بذرية من الفئران التي تغذت على السكر الأبيض. وأدى هذا إلى الاستنتاج بأن هناك بعض يتتبع جوانب التغذية هو كان غير قادر على كشفها في السكر البني التي جعلته أقل ضرراً من السكر الأبيض، على الرغم من أن التأثير يمكن كشفه فقط في ذريتهم. من ناحية التغذية، بصرف النظر عن الكربوهيدرات النقية، هو لم يكن قادراً على كشف أي عنصر تغذية للسكر الأبيض أو البني، ومثل الكربوهيدريت النقي وهو على لائحة للتجنب في منظمة الصحة العالمية ودراسة منظمة الأغذية والزراعة FAO study) ) على السمنة والأمراض المزمنة التي يمكن الوقاية منها. نلاحظ هذه الدراسة، علما بأن حالة أن الكربوهيدرات في شكلها الجوهري أو الغير مكرر تغذوياً مفيده للغاية وينبغي أن تشكل 55 - 75 ٪ من غذائنا، إلا أنها تختلف اختلافاً جوهرياً عن الكربوهيدرات الخارجية مثل كل من السكر الأبيض والبني.

## تاريخ
في أواخر عام 1800، صناعة السكر الأبيض المدمج (المبلور) المكرر حديثاً، التي لم يكن لديها سيطرة كاملة على إنتاج السكر البني، وشنت حملة تشويه للسمعه ضد السكر البني، واستنساخ صور مجهرية غير مؤذية لكن مثيره للإشمئزاز - تبحث عن الميكروبات التي تعيش في السكر البني. الجهد كان ناجح جداً وذلك بحلول عام 1900، كتاب الطبخ الأكثر مبيعاً حذر من أن السكر البني هو من نوعية رديئة، وكان عرضة للإصابة من قبل «حشرة دقيقة.» 

## السكر البني الطبيعي

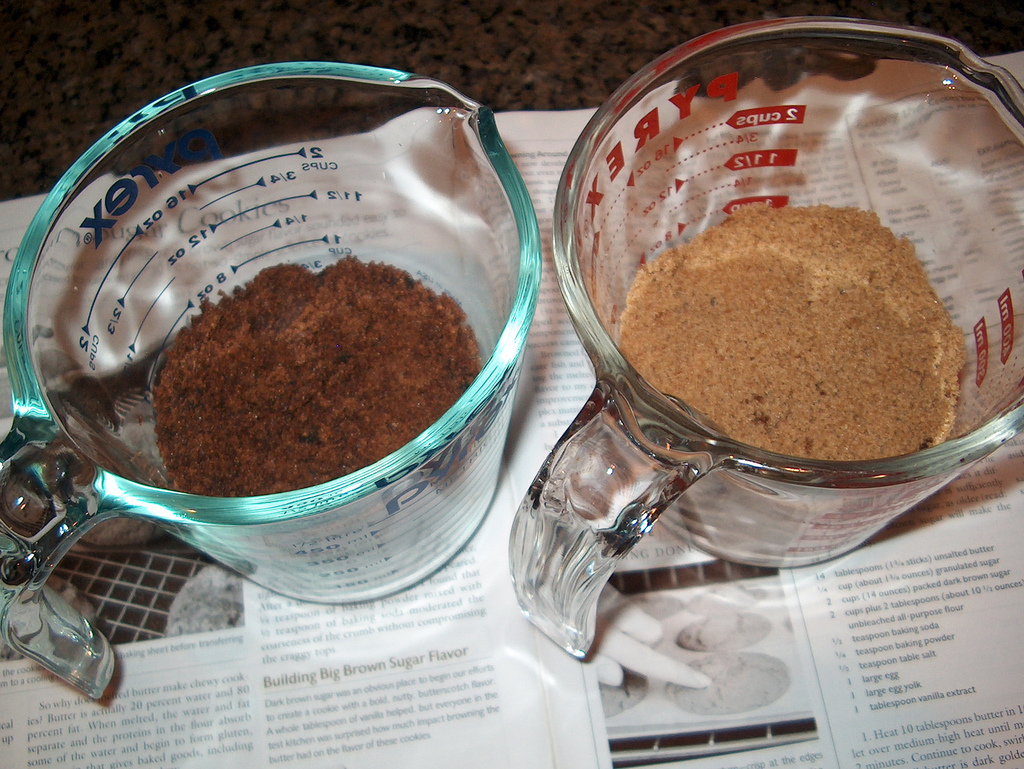
كأس القياس يحتوي على مسكوفادو (يسار) ؛ على اليمين هو كأس قياس يحتوي على (ضوء) سكر بني منظم.

السكر البني الطبيعي هو اسم للسكر الخام الذي هو سكر بني تم أنتاجه من التبلور الأول لقصب السكر. على هذا النحو «السكر البني الطبيعي» هو خالي من الأصباغ والمواد الكيميائية الإضافية. هناك كثير من دبس السكر في السكر البني الطبيعي، ويعطيها ذلك المحتوى المعدني العالى. بعض السكريات البنية الطبيعية لها أسماء وخصائص خاصة، وتباع كسكر توربينادو (Turbinado sugar) أو مسكوفادو (Muscovado) أو سكر ديميرارا (Demerara sugar).
سكر التوربينادو هو الذي يصنع عن طريق سحق قطع قصب السكر الطازجه للحصول على عصير والذي يسخن ويتبخر إلى شراب سميك، الذي يتبلور بعد ذلك. البلورات
يتم بعد ذلك نسجها في أجهزة الطرد المركزي (وبالتالي «تيربين -turbin») لكى يزيل العصير الزائد، مما أسفر عن البلورات ذات السمة الكبيرة واللون البني الفاتح.
مسكوفادو هو غير مكرر، سكر بنى داكن يتم إنتاجه من دون عملية الطرد المركزي، وبه بلورات أصغر بكثير من بلورات سكر التوربينادو. استخراج قصب السكر هوأن يتم تسخينه لفقد رشاقته، وبعد ذلك عموم تُبخر في الشمس وقصفت لتسفر عن غير المجهزة، سكر رطب الذي يحتفظ بكل المعادن الطبيعية.
سكر ديميرارا (وردت أيضا «ديميريرا») اسم يأتي من منطقة نهر ديميريرا لغيانا، حيث يُزرع قصب السكر. ديميرارا هو الأخر غير مكرر، طُرد مركزيا، واسع التبلور، بني فاتح، قصب سكر، هو لزج قليلًا وأحيانا مصبوب في مكعبات السكر. بعض ديميرارا لا يزال ينتج في أمريكا الجنوبية، ولكن المعظم الآن ينتج في موريشيوس وهي جزيرة تقع قبالة أفريقيا.